# Ге, Жорж
Жо́рж Ге (фин. George Gé, настоящее имя — Георг Герман Карл Грёнфельдт фин. George Herman Karl Grönfeldt; 26 июня 1893, Санкт-Петербург, Российская империя — 18 декабря 1962, Хельсинки, Финляндия) — финский артист и главный балетмейстер Финского национального балета, хореограф, педагог.

## Биография

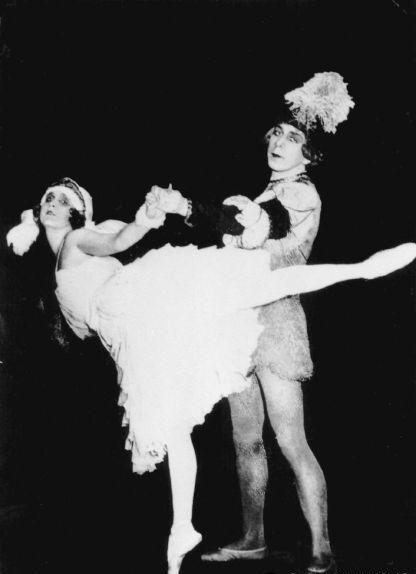
Мария Пайшева и Георг Ге
«Лебединое озеро», Хельсинки, 1922 год

Родился 26 июня 1893 года в Санкт-Петербурге, в Российской империи, в шведской семье.
Обучался музыке в Санкт-Петербургской консерватории и балетному мастерству у Николая Легата.
С 1917 по 1920 годы выступал в труппе Михайловского театра в Санкт-Петербурге.
Осенью 1921 года по приглашению директора Финской национальной оперы Эдварда Фацера в качестве главного балетмейстера возглавил создаваемую труппу Финского национального балета и руководил ею до 1935 года, когда из-за разногласий в финансовой сфере вместе с частью солистов балета выехал за границу, где работал во Франции и Швеции.
В 1955 году вновь вернулся на должность главного балетмейстера Финского национального балета и руководил труппой до своей кончины в 1962 году.
В 1957 году был удостоен высшей государственной награды для деятелей искусства — медали «Pro Finlandia».
Скончался 18 декабря 1962 года и похоронен на православном кладбище в Хельсинки в районе Лапинлахти.

## Семья
- Отец — Эрнст Грёнфельдт (швед. Ernst Grönfeldt)
- Мать — Амелие Сёдерберг (швед. Amelie Söderberg)

## Хореография
- 1930 — Okon Fuoko (муз. Л. Мадетойя)
- 1931 — «Голубая жемчужина» (фин. Sininen helmi), муз. Эркки Мелартина
- 1931 — Satu (муз. Яна Сибелиуса)
- 1931 — «Водяной смерч» (фин. Vesipatsas), муз. В. Райтио[англ.]
- 1933 — Tanssiaiset (муз. Витторио Риети)
- 1941 — Epäjumala, Sammuvat silmät, Don Quijote, Suurkaupungin kasvot (муз. Эрнеста Пингу)
- 1955 — «Петрушка», после Фокина (муз. И. Стравинского)
- 1958 — Kutsumaton (муз. Эйнара Энглунда)